# Чванов, Михаил Андреевич
Михаил Андреевич Чванов (род. 25 июля 1944, Старо-Михайловка, Салаватский район, Башкирская АССР) — русский писатель

, публицист, общественный деятель. Почётный гражданин города Уфы (2009). Заслуженный работник культуры Российской Федерации (2002). Народный писатель Республики Башкортостан (2021).

## Биография
Родился в д. Старо-Михайловка Салаватского района БАССР. Отец — инвалид Великой Отечественной войны, мать — учительница в сельской школе.
Окончил филологический факультет Башкирского государственного университета (ныне Уфимский университет науки и технологий). Работал в молодёжной газете, разнорабочим на стройке.
Как спелеолог, был одним из руководителей экспедиции, первоисследовавшей крупнейшую пещерную систему Урала — пропасть Кутук-Сумган, за что в 1967 году Министерством геологии СССР был награждён почётным знаком «Отличник разведки недр». С вулканологами поднимался к кратерам действующих вулканов Камчатки: Безымянного, Острого и Плоского Толбачиков, высочайшего вулкана Евразии Ключевского (4850 м). После катастрофы вертолёта поздней осенью кочевал в отрогах хребта Сунтар-Хаята в верховья реки Охоты. В 70-е годы — один из руководителей Всесоюзной экспедиции по поискам без вести пропавшего при перелёте через Северный полюс из СССР в США в августе 1937 года самолёта С. А. Леваневского.
Десятилетия он занимается изучением творчества писателя-земляка С. Т. Аксакова, Председатель Аксаковского фонда, в 1992 году возглавил Мемориальный дом-музей С. Т. Аксакова в Уфе, созданный при его участии.
Секретарь Правления Союза писателей России, член общественного совета журнала «Наш современник», редакционного совета журнала «Роман-журнал XXI век», вице-президент Международного фонда славянской письменности и культуры.
В 2022 году подписал письмо в поддержку российского военного вторжения на Украину.

## Творчество
Автор более 20 книг, вышедших в Уфе, в Воронеже, в Москве — в издательствах «Современник», «Советский писатель», «Современный писатель», «Мысль», «Голос-пресс», «Вече».
Произведения Чванова выходили в литературных журналах «Наш современник» и «Сибирские огни». Анализу его творчества посвящена статья Александра Сегеня «Печи Михаила Чванова», опубликованная в «Нашем современнике» в 2005 году. Автор философского эссе «Время Концов и Начал», впервые опубликованное в 1984 году «Литературной газетой».

## Признание
Награды государственные
- Орден Почёта (2010) — «За заслуги в развитии отечественной культуры и искусства, многолетнюю плодотворную деятельность»[7]
- Орден Дружбы Народов Республики Башкортостан (2014) — «За высокие творческие достижения в области культуры и литературы»[8]
- Орден Салавата Юлаева Республики Башкортостан (2019) — «За вклад в сохранение духовного наследия семьи Аксаковых»
- Орден Григория Аксакова Республики Башкортостан (2021) — «За плодотворную государственную и общественную деятельность»

Награды Русской Православной церкви
- Орден Преподобного Сергия Радонежского III степени (2000)[1]
- Орден Святого благоверного князя Даниила Московского III степени (2014)[9]
- Орден Святого благоверного царевича Дмитрия Московского и Угличского чудотворца (2019)

Общественные
- Медали: Международного фонда славянской письменности и культуры:
  - «За гражданское мужество. Пётр Аркадьевич Столыпин»,
  - «Святых и равноапостольных Кирилла и Мефодия».
- Медаль «За верность России» Петровской Академии наук и искусств
- Медаль «Патриот России» Правительства РФ
- Медаль «10 лет Приднестровской Молдавской Республики»
- Медаль «65 лет освобождения Республики Беларусь от немецко-фашистских захватчиков»
- Медаль «65 лет Победы над фашизмом» Республики Болгария.

Звания
- «Отличник разведки недр». Почётный знак Министерства геологии СССР
- Заслуженный работник культуры Республики Башкортостан (1994) — «За заслуги в области культуры»[10]
- Заслуженный работник культуры Российской Федерации (2002) — «За заслуги в области культуры и многолетнюю плодотворную работу»[11]
- Народный писатель Республики Башкортостан (2021)
- Академик Петровской Академии Наук и Искусств.

Премии
- Имени К. Симонова Международной ассоциации писателей баталистов и маринистов,
- Всероссийская литературная премия им. С. Т. Аксакова,
- Большая литературная премия Первой степени Союза писателей России (Лучшее произведение 2005 года),
- премия «Имперская культура» Союза писателей России,
- премия «Александр Невский» Союза писателей России
- премия Петровской Академии Наук и Искусств им. В. Клыкова,.
- «Золотой Витязь» Международного литературного форму «Золотой Витязь» за книгу «Русский крест. Очерки русского самосознания»,
- Премия им. С. Т. Аксакова Правительства Оренбургской области
- Патриаршая литературная премия имени святых равноапостольных Кирилла и Мефодия «за вклад в развитие русской литературы» (2022).